# Patro Lensois

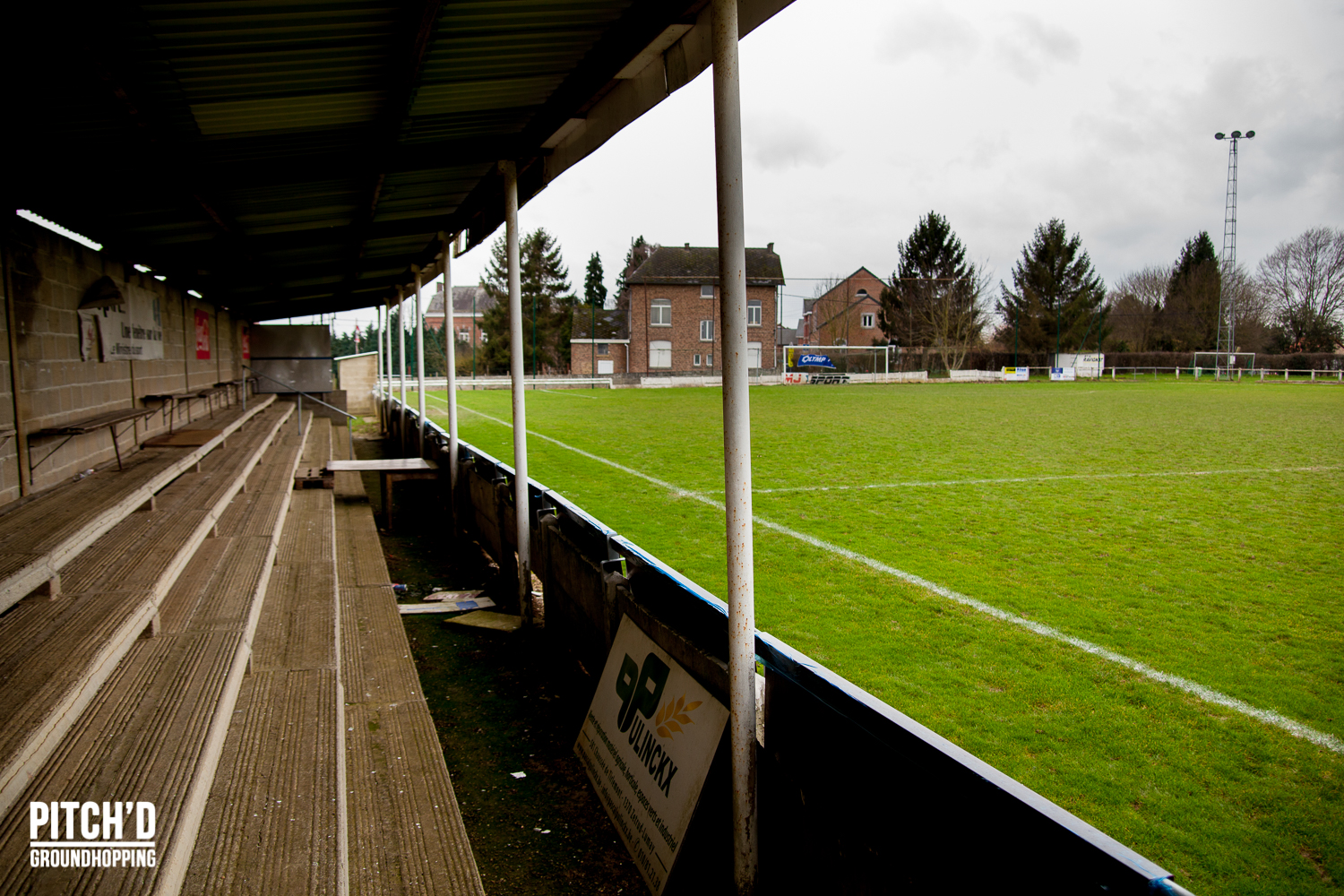
Stadion Patro Lensois

Patro Lensois is een Belgische voetbalclub uit Lens-Saint-Remy. De club is aangesloten bij de KBVB met stamnummer 7446 en heeft rood als clubkleur.

## Geschiedenis
De club sloot zich in 1970 aan bij de Belgische Voetbalbond en kreeg er stamnummer 7446. Lensois ging van start in de provinciale reeksen, waar men de volgende decennia bleef spelen.
Op het eind van de jaren 2010 kende Patro Lensois na verschillende jaren in Tweede Provinciale een succesvolle periode. In 2010 behaalde men een plaats in de eindronde van Tweede Provinciale, maar zonder succes. In 2011 haalde men opnieuw de eindronde, die men nu wel wist te winnen, en zo promoveerde de club naar Eerste Provinciale. Het verblijf op het hoogste provinciale niveau was geen succes, want na een seizoen degradeerde men weer. Een jaar na de degradatie werd Patro Lensois echter meteen weer kampioen in Tweede Provinciale en keerde zo in 2013 al terug in Eerste Provinciale. Ditmaal deed men het beter in de hoogste provinciale reeks, want Lensois haalde er de eindronde, wist die te winnen, en mocht zo naar de interprovinciale eindronde.

## Bekende (ex-)spelers
- Gilles Colin